# Хмель, Андрей Валерьевич
Андрей Валерьевич Хмель (бел. Андрэй Валер'евіч Хмель, род. 1983, Лида, Белорусская ССР, СССР) — белорусский государственный деятель. Министр жилищно-коммунального хозяйства с 4 июня 2020 года по 30 мая 2023 года.

## Биография
Родился в 1983 году в г. Лида.
В 2006 году окончил Белорусский государственный аграрный технический университет.
С 2006 года работал инженером-энергетиком в районном сельскохозяйственном унитарном предприятии «Совхоз Лидский». С 2008 по 2013 года работал на различных должностях Лидского районного исполнительного комитета и Гродненского областного исполнительного комитета.
В 2011 году окончил Академию управления при Президенте Республики Беларусь.
С 2013 по 2014 год работал инженером-энергетиком общества с ограниченной ответственностью «Биоком-технология». В 2014 году назначен директором Гродненского унитарного коммунального производственного предприятия «Горсвет». В 2016 году назначен генеральным директором объединённого унитарного производственного предприятия «Гродненское городское жилищно-коммунальное хозяйство».
8 декабря 2017 года назначен на должность заместителя Министра природных ресурсов и охраны окружающей среды Республики Беларусь.
4 июня 2020 года назначен Министром жилищно-коммунального хозяйства Республики Беларусь.
30 мая 2023 года назначен на должность председателя горисполкома города Гродно.